# Метрокл из Маронии
Метро́кл из Маронии (др.-греч. Μητροκλῆς ὁ Μαρωνείτης, ΙV—III вв. до н. э.) — древнегреческий философ, киник. Перед тем, как стать киником, был слушателем перипатетика Теофраста. Брат Гиппархии. Происходил из г. Маронии. Считается, что Метроклом создан новый литературный жанр — хрия, короткий морализирующий анекдот об исторической личности. Известны его хрии о Диогене Синопском, идеализирующие этого философа.
Произведения Метрокла не сохранились (как сообщается, Метрокл уничтожил их самостоятельно).

## Изречения
- Все вещи покупаются; или ценою денег (например дом), или ценою времени и забот (например воспитание).
- Богатство пагубно, если им не пользоваться достойным образом.

## Анекдоты
- Рассказывают, что однажды во время занятий у Теофраста Метрокл по слабости испустил ветер, от огорчения убежал домой и заперся там, решив уморить себя голодом. Тогда Кратет, который об этом узнал, пришел к нему, нарочно наевшись волчьих бобов, и стал убеждать, что ничего на самом деле дурного Метрокл, собственно, не натворил, что кончать жизнь самоубийством по такому поводу неразумно. Напротив, неразумно было бы не представлять событиям их естественного течения; под конец Кратет взял и выпустил ветры сам. Этим Метрокл был утешен, сжег записи теофрастовых чтений, стал с этих пор слушателем Кратета и «выказал немалые способности в философии».